# Rebuzno
El rebuzno o roznido es la voz más característica producida por el burro o asno (Equus africanus asinus). Este sonido es más frecuente durante la primavera, la época de apareamiento del animal. Aunque el nombre del rebuzno se aplica generalmente a la voz del burro, las mulas, híbridos de una yegua y un burro, también rebuznan de manera habitual; a diferencia de los burdéganos, híbridos de una burra y un caballo, que suelen relinchar. para algunas de las culturas humanas, el rebuzno se percibe como un sonido desagradable.

## Onomatopeyas y otras cuestiones lingüísticas
«Hiaaa» es la onomatopeya más frecuente en español para un rebuzno. El verbo asociado más habitual es «rebuznar», aunque también se documentan «roznar», y «ornear» como regionalismo de Galicia, León y Zamora.

## El rebuzno del asno

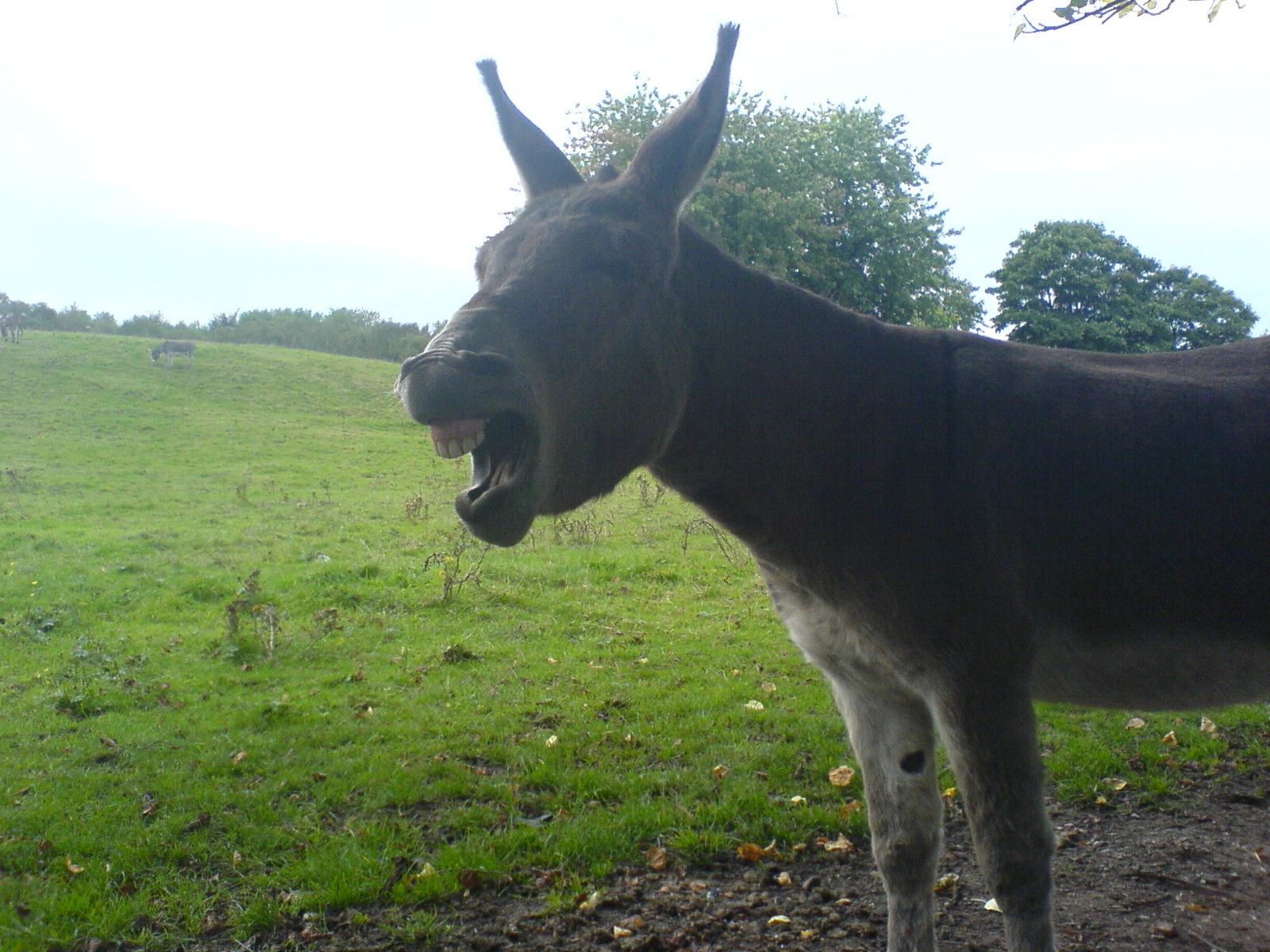
Asno doméstico con la expresión característica del rebuzno.

El rebuzno es una sucesión de poderosos «hi-aaa, hi-aaa» absolutamente característica. Los burros se adaptaron para vivir en los márgenes de los desiertos, y como resultado de ello tienen características únicas entre los équidos. Los asnos salvajes viven separados unos de otros al contrario que los caballos y cebras que viven en manadas. Los burros son capaces de emitir rebuznos a un volumen muy alto que les permite mantenerse en contacto a distancia, hasta los tres kilómetros. Aunque el asno doméstico rebuzna en múltiples situaciones, la vocalización es más frecuente durante la primavera, la época de apareamiento del animal. Los asnos salvajes, sin embargo, rebuznan más fácilmente en combate, el sonido es más como un «i-á» más breve en este caso.

## El rebuzno de otros équidos

### Mula y burdégano
Las mulas (E. africanus × ferus), híbridos de una yegua y un burro, también rebuznan de manera habitual; a diferencia de los burdéganos (E. ferus × africanus), híbridos de una burra y un caballo, que suelen relinchar. Sin embargo, la voz de las mulas no es exactamente como el rebuzno de los burros, pues tiene ciertas similitudes con el relincho de los caballos. A veces gimen.

### Cebra de Grévy
Entre las cebras de Grévy (Equus grevyi), los garañones marcan los límites de sus dominios mediante orina y pilas de excrementos, además de hacerse notar por su presencia física y su llamada, una mezcla entre el rebuzno de un asno y el gruñido de un hipopótamo.

## El rebuzno como elemento cultural

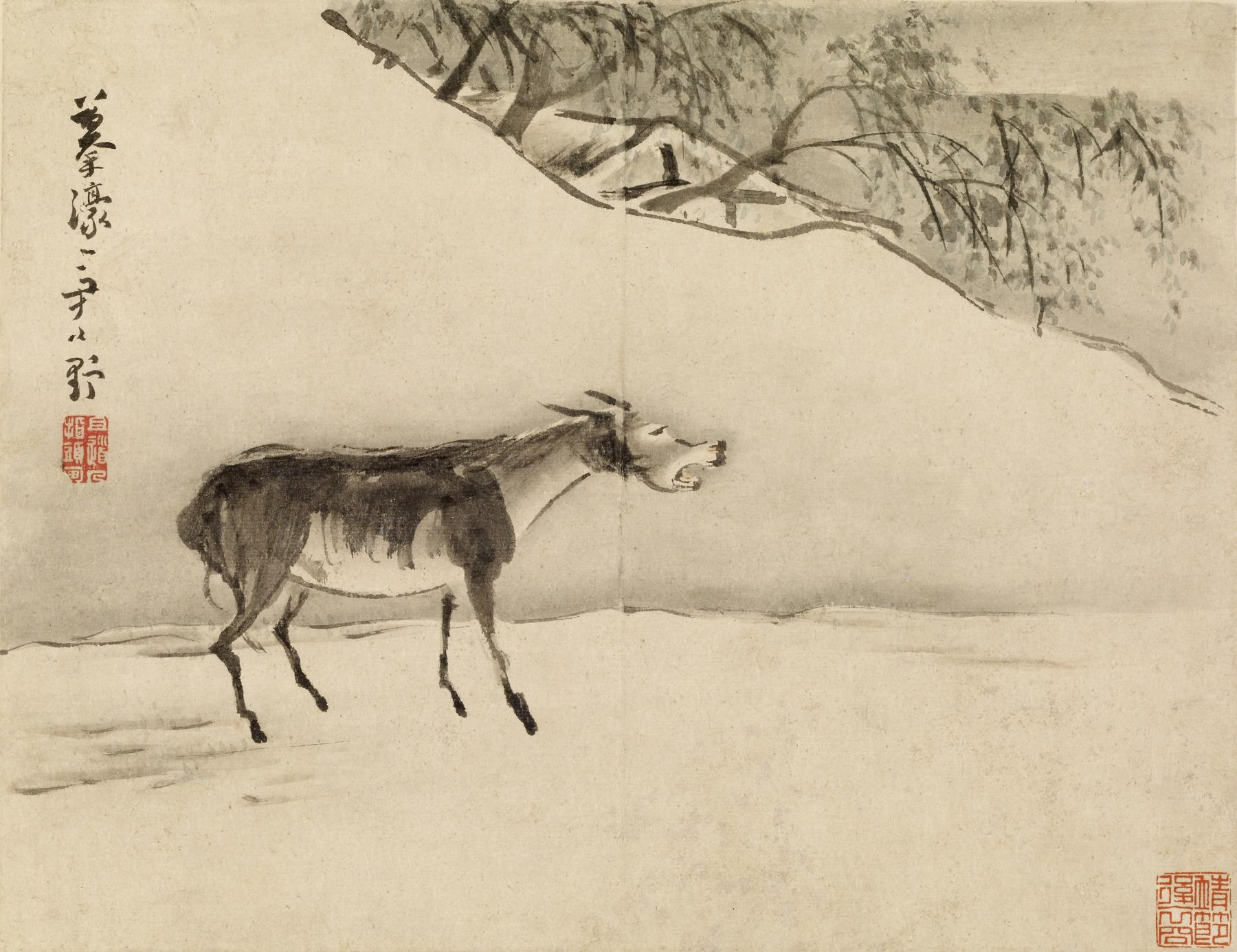
Asno rebuznando (1713), dibujo a tinta sobre papel de Gao Qipei.

El hombre convive con el rebuzno desde la remota antigüedad en que se domesticó al asno, fundamentalmente como fuerza bruta de trabajo. Al rebuzno del asno, en la mayoría de las culturas un sonido desagradable para el oído humano, se asocia frecuentemente una imagen negativa, de algo feo y repulsivo, en frases como «gritar como un burro».
Sin embargo, Ovidio narra una escena mitológica en la que un rebuzno, lejos de ser desagradable actúa de alarma: Príapo, borracho, intentó violar a Hestia en una fiesta a la que habían acudido todos los dioses y tras la cual se habían quedado dormidos. El rebuzno del asno de Sileno despertó a la diosa justo cuando su agresor se abalanzaba sobre ella, dándole el tiempo suficiente para huir despavorida originando una situación bastante cómica. Este hecho provocó que el asno fuese el animal favorito de Hestia, y en sus festividades los burros eran engalanados con guirnaldas. Es posible que esta historia sea una deformación latina de una escena griega más antigua, protagonizada por la ninfa Lotis.
Durante la Primera Guerra Mundial, conflicto en el que los asnos fueron empleados de forma extensiva al servicio de los ejércitos en contienda, era habitual dar un corte en las fosas nasales del animal para evitar sus rebuznos.
Otra aplicación del rebuzno del asno es su uso como en la vigilancia frente a lobos y perros cimarrones. El burro, capaz de detectar la presencia de depredadores con mayor facilidad que el ganado, alerta con rebuznos de su presencia sirviendo de aviso tanto a ganaderos como a los propios animales con los que convive, tal es el caso de las vacas, las cuales protegerán mejor a sus terneros.